# Roy Thorpe
Roy Thorpe (* 18. Mai 1934) ist ein ehemaliger britischer Geher.
Bei den British Commonwealth Games 1974 in Christchurch gewann er für England startend Silber im 20-Meilen-Gehen.
1976 kam er bei der Leichtathletik-Weltmeisterschaft in Malmö auf den 32. Platz im 50-km-Gehen.

## Persönliche Bestzeiten
- 20-km-Gehen: 1:30:16 h, 28. Juli 1973, London
- 50-km-Gehen: 4:23:43 h, 17. Juli 1976, Birmingham